# Thrips stannardi
Thrips stannardi är en insektsart som beskrevs av Nakahara 1994. Thrips stannardi ingår i släktet Thrips och familjen smaltripsar. Inga underarter finns listade i Catalogue of Life.